# Drogosław (imię)
Drogosław, Dargosław – staropolskie imię męskie, złożone z członów Drogo- („drogi”) i -sław („sława”). Mogło ono oznaczać „człowiek drogiej sławy”. W polskich źródłach występuje od XII wieku.
Imię pozostaje imieniem rzadkim. W styczniu 2024 r. w rejestrze PESEL, wśród publicznie dostępnych danych dotyczących osób żyjących, wykazano 2 mężczyzn o imieniu Drogosław nadanym jako imię pierwsze i 6 mężczyzn o imieniu Drogosław nadanym jako imię drugie.
Drogosław imieniny obchodzi 17 września, 15 października i 19 listopada.
Żeński odpowiednik: Drogosława.

## Imię Drogosław w innych językach[6]
- łacina – Drogoslaus
- czeski – Drahoslav[2]
- rosyjski – Dragoslav
- słowacki – Drahoslav[2]
- słoweński – Dragoslav
- węgierski – Dragosz.